# Joel Benjamin
Joel Benjamin   (Brooklyn i Nova York, 11 de març de 1964) és un jugador d'escacs estatunidenc, que té el títol de Gran Mestre des de 1986. El 1998 va ser votat Grandmaster of the Year ("GM de l'any") per la USCF.
Tot i que roman inactiu des d'octubre de 2013, a la llista d'Elo de la FIDE de l'agost de 2015, hi tenia un Elo de 2545 punts, cosa que en feia el jugador número 29 dels Estats Units. El seu màxim Elo va ser de 2620 punts, a la llista de juliol de 1993 (posició 35 al rànquing mundial).
|  |

## Biografia
Benjamin va néixer a Brooklyn, Nova York, i va créixer al veïnat de Marine Park. És un descendent col·lateral de Judah P. Benjamin. Es va graduar a la Universitat Yale el 1985.

### Resultats destacats en competició
Als 13 anys, en Benjamin va batre el rècord de Bobby Fischer en esdevenir el més jove Mestre estatunidenc de tots els temps; aquest rècord va ser batut posteriorment per Stuart Rachels i és ostentat actualment per Nicholas Nip.

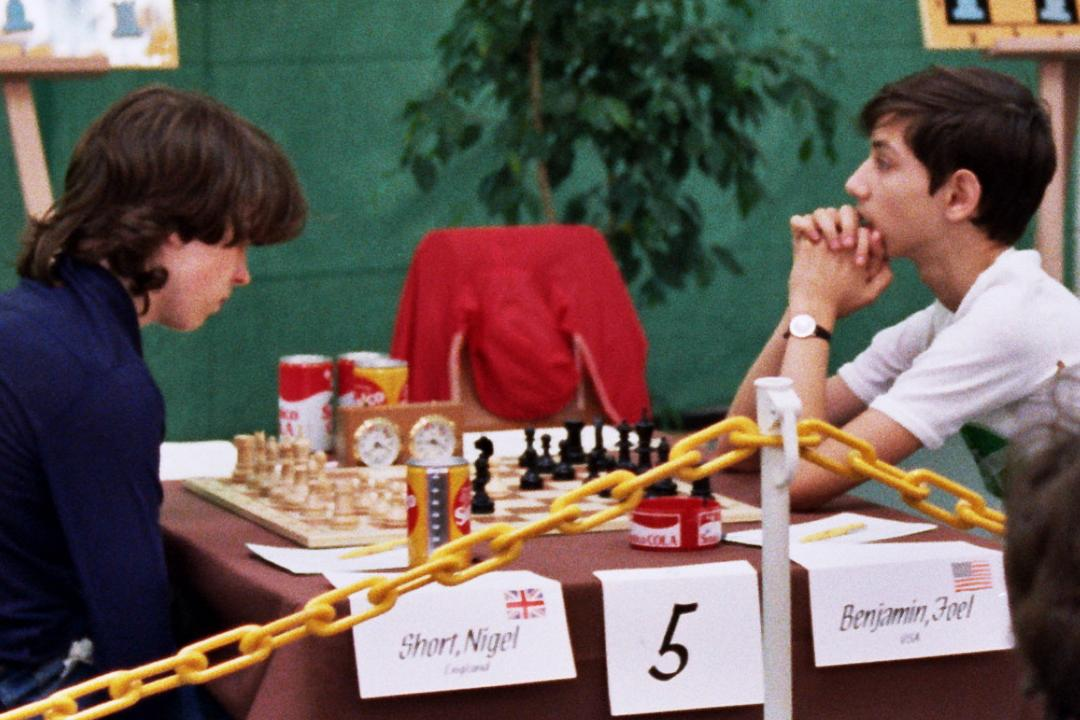
Benjamin (a la dreta), jugant contra Nigel Short, al mundial juvenil de Dortmund 1980.

Va destacar als Estats Units com a jugador juvenil, i hi guanyar el títol National Elementary el 1976, el National Junior High el 1978, i el títol National High School el 1980-81.
Va obtenir la victòria al Campionat júnior dels Estats Units el 1980. Aquell mateix any va obtenir el títol d'MI. El 1982 empatà al primer lloc al World Open amb 7½/9 punts. Va guanyar novament el Campionat júnior dels Estats Units el 1982, i l'Obert dels Estats Units el 1985. Obtingué un any més tard, el títol de GM. Benjamin fou Campió dels Estats Units el 1987 (compartint el títol amb Nick De Firmian), 1997, i 2000.
El 1987 va participar en el torneig Interzonal de Szirak, a Hongria, dins el cicle pel campionat del món d'escacs de 1990, i hi acabà 10è (de 18).
Va guanyar l'obert principal de Saint John (Nova Brunswick) el 1988, i el Campionat obert del Canadà l'any 2000 (empatat amb Kevin Spraggett i Jonathan Rowson). El 1999, fou primer al Festival d'Escacs QVB a Sydney. El 2005 empatà als llocs 6è-9è amb Slavko Cicak, Normunds Miezis i Alexander Baburin al fort Campionat de la Unió Europea de 2005,
Des de 2 de maig de 2008, és la persona més jove que forma part de l'"US Chess Hall of Fame" de Miami.
El 2011 empatà al primer lloc amb Walter Arencibia i Dejan Bojkov al Campionat d'escacs obert del Canadà, a Toronto.

### Estil de joc
Benjamin és conegut pel fet que juga obertures poc freqüents, com ara el tango dels cavalls o la Pirc, i perquè és capaç de guanyar a partir de molt petits avantatges.
És el coautor del llibre Unorthodox Openings ("obertures no ortodoxes") conjuntament amb Eric Schiller, editat per Batsford el 1987; escriu regularment a la revista Chess Life i en altres publicacions d'escacs, i comenta partides habitualment a l'Internet Chess Club, on normalment hi presenta la secció partida de la setmana. També va ser l'editor en cap i fundador de la revista (ja desapareguda) Chess Chow entre 1991-1994. També contribueix habitualment amb articles a la revista online Chess Life al lloc web de la USCF.
Benjamin va ser contractat per IBM com a Gran Mestre consultor oficial per ajudar l'ordinador d'escacs Deep Blue que va derrotar el Campió del món Garri Kaspàrov el 1997.
Benjamin ha aparegut a les pel·lícules Searching for Bobby Fischer i Game Over: Kasparov and the Machine.

## Partides notables
Benjamin guanya el GM Eduard Gufeld a l'U.S. Open de 1998 a Hawaii:
1.e4 c5 2.Cf3 d6 3.d4 cxd4 4.Dxd4 a6 5.c4 Cf6 6.Cc3 Cc6 7.Dd2 e6 8.Ae2 Ae7 9.O-O O-O 10.b3 Da5 11.Ab2 Td8 12.Tfd1 b5 13.cxb5 axb5 14.a3 Ab7 15.b4 Db6 16.De1 Aa6 17.Df1 Tab8 18.Tac1 d5 19.exd5 exd5 20.Ca4 bxa4 21.Axa6 Ce4 22.Ad3 Ad6 23.Tc2 Af4 24.g3 Ah6 25.Te2 f5 26.Dh3 Tf8 27.Ab1 Tbe8 28.Aa2 Ce7 29.Ce5 Db5 30.Txe4 fxe4 31.De6+ Rh8 32.Dxh6 Cf5 33.Cg6+ Rg8 34.Txd5 1-0.
Joel Benjamin & Deep Blue Vs Garri Kaspàrov Matx, 1997: 
1.e4 e5 2.Cf3 Cc6 3.Ab5 a6 4.Aa4 Cf6 5.O-O Ae7 6.Te1 b5 7.Ab3 d6 8.c3 O-O 9.h3 h6 10.d4 Te8 11.Cbd2 Af8 12.Cf1 Ad7 13.Cg3 Ca5 14.Ac2 c5 15.b3 Cc6 16.d5 Ce7 17.Ae3 Cg6 18.Dd2 Ch7 19.a4 Ch4 20.Cxh4 Dxh4 21.De2 Dd8 22.b4 Dc7 23.Tec1 c4 24.Ta3 Tec8 25.Tca1 Dd8 26.f4 Cf6 27.fxe5 dxe5 28.Df1 Ce8 29.Df2 Cd6 30.Ab6 De8 31.T3a2 Ae7 32.Ac5 Af8 33.Cf5 Axf5 34.exf5 f6 35.Axd6 Axd6 36.axb5 axb5 37.Ae4 Txa2 38.Dxa2 Dd7 39.Da7 Tc7 40.Db6 Tb7 41.Ta8+ Rf7 42.Da6 Dc7 43.Dc6 Db6+ 44.Rf1 Tb8 45.Ta6 1-0